# Пустошка (Шарьинский район)
Пустошка — деревня в составе Ивановского сельского поселения Шарьинского района Костромской области России.

## География
Деревня расположена недалеко на берегу реки Ветлуга.

## История
Согласно Спискам населенных мест Российской империи в 1872 году деревня располагалась на почтовом тракте из Ветлуги в Никольск и относилась к 2 стану Ветлужского уезда Костромской губернии. В ней числилось 23 двора, проживало 70 мужчин и 80 женщин.
Согласно переписи населения 1897 года в деревне проживало 266 человек (120 мужчин и 146 женщин).
Согласно Списку населенных мест Костромской губернии в 1907 году деревня относилась к Гагаринской волости Ветлужского уезда Костромской губернии. По сведениям волостного правления за 1907 год в деревне числился 51 крестьянский двор и 284 жителя. Преобладающими занятиями жителей деревни, кроме земледелия, были извоз и лесной промысел.

## Население
| 2008 | 2010 | 2014 |
| ---- | ---- | ---- |
| 8    | ↗9   | ↗12  |